# Gran Turismo (sorozat)
Gran Turismo (olasz, jelentése nagy túraautó), rövidítve GT, autóverseny-videójáték sorozat, melyet a Polyphony Digital fejleszt és a Sony Interactive Entertainment jelentet meg.
A sorozat tagjai kizárólag PlayStation-konzolokra jelennek meg, a Gran Turismo-játékok járművek széles választékának megjelenését és teljesítményét próbálják emulálni, melyek közül szinte az összes valós gépkocsik licencelt másai. A franchise 1997 decemberi bemutatkozása óta több, mint 80 millió példányt adtak el belőle világszerte PlayStation, PlayStation 2, PlayStation 3, PlayStation 4 és PlayStation Portable konzolokra, ezzel a PlayStation-márkanév legkelendőbb videójáték-sorozata lett.
A Gran Turismo eredete 1992-re vezethető vissza, amikor Jamaucsi Kazunori egy hétfős csapattal elkezdte fejleszteni az első részt, ami 5 év alatt készült el.

## Áttekintés
A Gran Turismo sorozatot a Polyphony Digital fejleszti, producere Jamaucsi Kazunori.
A sorozat egyik legfőbb vonzereje a grafikai megjelenése, a licencelt autók magas száma, a járművek apró részleteire való odafigyelés, a vezetési szimuláció pontossága, illetve az autók széles körű finomhangolása. A járművek kezelhetősége valós vezetési élményen alapul, az autók finomhangolása a fizika alapelveit követik, míg a járművek hangja a valós másukról készült hangfelvételeken alapulnak. A sorozat játékai a PlayStation-konzolok grafikai képességeinek zászlóshajói, gyakran használták azokat a rendszerek potenciáljának bemutatására.
Ugyan a Gran Turismo sorozatban egy játéktermi mód is helyet kapott, azonban a szimulációs mód szélesebb körű játékmenetet kínál. Utóbbiban a játékosok egy megadott pénzösszeggel – a nyugati verziókban általában 10 000 kredittel – kezdenek, melyből aztán különböző márkaboltokban vagy használtautó-kereskedésekben gépjárművet vásárolhatnak, majd azt a legjobb teljesítmény eléréséhez az arra szakosodott alkatrészkereskedésben tuningolhatják. Bizonyos eseménysorozatok csak bizonyos járműtípusok előtt vannak nyitva. A magasabb nehézségű versenyeken való részvételhez egy jogosítványrendszert vezettek be, melyek segítik a játékokosokat a képességeik fejlesztésében. A játékosok a versenyek során nyert pénzösszeget a már meglévő autók tuningolására vagy újak vásárlására és egy széles körű járműpark kialakítására fordíthatják.
A Gran Turismo 4 volt a sorozat első olyan tagja, melyben interneten keresztül is lehetett többjátékos módban játszani, azonban a játék online része nem jutott tovább a bétafázisnál. A Gran Turismo 5 Prologue 2007 decemberi megjelenésére a sorozat online játékrésze jelentősen fejlődött. A Gran Turismo 5 Prologue-ban egyszerre 16 játékos versenyezhet egymás ellen az interneten keresztül. A 2017-ben megjelent Gran Turismo Sportban már egyszerre 24 játékos versenyezhet egymás ellen.
Jamaucsi elmondása szerint az első két játék gépjármű-modelljei 300 poligonból, a Gran Turismo 3: A-Specben és a Gran Turismo 4-ben 4000 poligonból, míg a Gran Turismo 5-ben a „prémiumautók” akár 500 000 poligonból épültek fel.

## Játékok
A Gran Turismo sorozat hét elsődleges megjelenésből áll, melyek közül kettő PlayStationre, kettő PlayStation 2-re, kettő PlayStation 3-ra, illetve egy PlayStation 4-re jelent meg. A sorozatból számos másodlagos játék is jelent meg PlayStation 2-re, PlayStation 3-ra, illetve PlayStation Portable-re.

### Elsődleges megjelenések
| Cím | Megjelenés | Platform                    | Autók száma | Pályák száma | Eladott mennyiség |
| --- | ---------- | --------------------------- | ----------- | ------------ | ----------------- |
| Gran Turismo | 1997/1998  | PlayStation                 | 178         | 11           | 10 850 000        |
| Gran Turismo 2 | 1999       | PlayStation                 | 650         | 27           | 9 370 000         |
| Gran Turismo 3: A-Spec | 2001       | PlayStation 2               | 181         | 34           | 14 890 000        |
| Gran Turismo 4 | 2004/2005  | PlayStation 2               | 728         | 51           | 11 760 000        |
| Gran Turismo 5 | 2010       | PlayStation 3               | 10861       | 733          | 11 950 000        |
| Gran Turismo 6 | 2013       | PlayStation 3               | 12262       | 1003         | 5 220 000         |
| Gran Turismo Sport | 2017       | PlayStation 4               | 3324        | 825          | 8 000 000         |
| Gran Turismo 7 | 2022       | PlayStation 4 PlayStation 5 | TBA         | TBA          | N/A               |
| Megjegyzések: 1. 246 prémium, illetve 840 standard autó 2. 388 prémium, illetve 838 standard autó 3. A pályaszerkesztőt is beleszámolva 4. 2020. november 13-ig 5. 2019. december 18-ig |            |                             |             |              |                   |

### Másodlagos megjelenések
| Cím                                     | Megjelenés | Platform             | Autók száma | Pályák száma | Eladott mennyiség |
| --------------------------------------- | ---------- | -------------------- | ----------- | ------------ | ----------------- |
| Gran Turismo Concept: 2001 Tokyo        | 2002       | PlayStation 2        |             |              | 440 000           |
| Gran Turismo Concept: 2002 Tokyo-Seoul  | 2002       | PlayStation 2        |             |              | 90 000            |
| Gran Turismo Concept: 2002 Tokyo-Geneva | 2002       | PlayStation 2        | 100         | 5            | 1 030 000         |
| Gran Turismo 4 Prologue                 | 2003/2004  | PlayStation 2        | 50          | 5            | 1 400 000         |
| Gran Turismo 4 Online (tesztverzió)     | 2006       | PlayStation 2        |             |              | N/A               |
| Gran Turismo HD Concept                 | 2006       | PlayStation 3        | 10          | 1            | N/A               |
| Gran Turismo 5 Prologue                 | 2007/2008  | PlayStation 3        | 70          | 6            | 5 350 000         |
| Gran Turismo                            | 2009       | PlayStation Portable | 833         | 75           | 4 670 000         |

### Egyéb megjelenések
| Cím                                  | Megjegyzés |
| ------------------------------------ | --- |
| Gran Turismo (demóverziók)           | 1996 karácsonyán egy különleges promóciós demólemezt mellékeltek az újonnan vásárolt PlayStation konzolok mellé. A játékban kizárólag a játéktermi mód volt elérhető és csak a kitalált Clubman Stage Route 5 pályán lehetett versenyezni a három választható autóval (Subaru Impreza WRX, Honda NSX és a Chevrolet Corvette), és a versenyek 90 másodperce vannak korlátozva. A játékból a különböző régiókban számos másik demólemezt is megjelentettek. |
| Gran Turismo 2000                    | A Gran Turismo 2000 egy demó, melyet a 2000-es és a 2001-es Electronic Entertainment Expo videójáték-kiállításon volt látható, mellyel a Gran Turismo sorozat jövőjét és PlayStation 2 képességeit mutatták be. A játékot a megjelenési csúszások miatt átnevezték Gran Turismo 3: A-Specre. A PlayStation Festival 2000 rendezvény látogatói kaptak egy demóverziót a játékból, melyben 120 másodperc erejéig egy Mitsubishi Lancer Evolution V sportszedánt lehet vezetni a kitalált Seattle Circuit versenypályán. |
| Toyota Prius demólemez               | 2004 nyarán a Toyota egy Gran Turismo 4-demólemezt küldött a 2004-es Prius hibridhajtású autó interneten keresztül rendelhető marketingbrosúrájához. A demót a Toyota MTRC koncepcióautó 2004-es New York-i Nemzetközi Autókiállításon történt észak-amerikai bemutatásának reklámanyagaként is mellékelték. A demóban két autó (a Prius és az MTRC), illetve két versenypálya (a Fuji Speedway 1990-es nyomvonala, illetve a Grand Canyon ralipálya) kapott helyet, a versenyek 120 másodpercre vannak korlátozva. A Toyota leállította a demólemezek forgalmazását, amint a brossúra-igénylések száma aránytalanul nagy lett az autóik iránti valódi érdeklődéshez szemben. A játék a Gran Turismo 4 Prologue motorjának módosítot változatán fut. |
| BMW 1-es sorozat demólemez           | A lemez két autót tartalmaz a BMW 1-es sorozatból (120i és 120d), illetve három versenypályát, köztük a Nürburgring Nordschleife teljes nyomvonalát, a versenyek 180 másodpercre vannak korlátozva. Az Egyesült Királyságban az 1-es sorozatot előrendelő vásárlókat a BMW meghívta egy zárt rendezvényre, a northamptonshire-i Rockingham Motor Speedway versenypályára. A résztvevők távozáskor kaptak egy példányt a demólemezből. A játék a Gran Turismo 4 módosított, megjelenés előtti motorján fut. |
| Nissan Micra demólemez               | A Nissan a Micra Roma megjelenésekor az autó népszerűsítése érdekében egy sajtóanyagot küldött szét az európai márkakereskedési között. A csomag fotókat, promóciós nyomtatványokat és három lemezt tartalmazott. Az egyik lemez egy Gran Turismo-demó volt, ami a Nissan Micra Edition nevet viselte. |
| Nissan 350Z demólemez                | A Nissan Micra Editionhöz hasonlóan, a Nissan a 350Z egyik észak-amerikai sajtóanyagához is mellékelt egy demólemezt. Ezüst színű tokban jelent meg, mellette még 2 lemez és egy füzet is szerepel, melyeken képek és további információk vannak az autóról. A játék a Gran Turismo Concept módosított motorján fut, a versenyek 150 másodperce vannak korlátozva. A demóban a Côte d’Azur az egyetlen elérhető pálya, mely a Conceptben nem kapott helyet, viszont a Gran Turismo 3: A-Specben megtalálható. |
| Gran Turismo Academy Time Trial Demo | A sorozat történelmében először jelent meg az Indianapolis GP versenypálya, amin egy tuningolt és egy gyári Nissan 370Z-vel lehetett időmérő futamot menni. A demó a 2010-es GT Academy első köreként szolgált, melynek keretén belül a két legjobb pilóta (Luca Lorenzini és Jordan Tresson) valódi versenysorozatokban mérettethették meg magukat. A demóban bemutatkozott egy új fizikai modell és több grafikai újdonság, de kritikával illették. A program elsődleges célja a 2010-es GT Academy és nem a Gran Turismo 5 demonstrációja. |
| Tourist Trophy                       | A Tourist Trophy motorkerékpár-versenyzős videójáték, melyet a Polyphony Digital fejlesztett. A játék a Gran Turismo 4 motorján fut. A Tourist Trophy egyike az öt olyan PlayStation 2-játéknak, mely képes az 1080i felbontás megjelenítésére, a többi ilyen játék a Gran Turismo 4 (kizárólag az észak-amerikai változat), a Valkyrie Profile 2: Slimeria (kizárólag a japán változat), a Jackass: The Game (kizárólag az észak-amerikai változat) és az NHL 2004. A Polyphony Digital a Gran Turismo 4-ben szereplő fizikai motort, felhasználói kezelőfelületét, illetve egy kivitelével annak összes versenypályáját újrahasználta. A mesterséges intelligencia által irányított versenyzők számát ötről háromra csökkentették. A Tourist Trophy a Gran Turismo sorozatban szereplő jogosítványrendszert és a Gran Turismo 4-ben bemutatott fotómódot is átvette. A Gran Turismo 4 B-spec módja nem szerepel a Tourist Trophyban. |
| Gran Turismo for Boys                | 2004 novemberében bejelentettek egy fiatalabb korosztályt megcélzó Gran Turismo játékot, melynek eredetileg 2005-ben kellett volna megjelennie. 2006 szeptemberében Jamaucsi Kazunori bejelentette, hogy a játék még mindig fejlesztés alatt áll. 2008 áprilisában egy a Gran Turismo 5 körül forgó interjúban Jamaucsi bejelentette, hogy „reményeink szerint a Gran Turismo for Boys a GT5 egyik funkciója lesz”." 2013-ban Jamaucsi egy a GTPlanetnek adott interjújában elmondta, hogy a PlayStation Portable kézikonzolra megjelent Gran Turismo volt a Gran Turismo for Boys ötlet megvalósítása, így nincs szükség egy különálló játék elkészítésére. |

## Fogadtatás
| Játék                                   | GameRankings | Metacritic |
| --------------------------------------- | ------------ | ---------- |
| Gran Turismo                            | 94,95%       | 96         |
| Gran Turismo 2                          | 92,42%       | 93         |
| Gran Turismo 3: A-Spec                  | 94,54%       | 95         |
| Gran Turismo Concept: 2001 Tokyo        | 77,00%       | –          |
| Gran Turismo Concept: 2002 Tokyo-Geneva | 75,71%       | –          |
| Gran Turismo 4 Prologue                 | 68,83%       | –          |
| Gran Turismo 4                          | 89,53%       | 89         |
| Gran Turismo HD Concept                 | 85,00%       | 82         |
| Gran Turismo 5 Prologue                 | 79,79%       | 80         |
| Gran Turismo (PSP)                      | 74,63%       | 74         |
| Gran Turismo 5                          | 84,33%       | 84         |
| Gran Turismo 6                          | 81,73%       | 81         |
| Gran Turismo Sport                      | 74,94%       | 75         |

A Gran Turismo sorozat részei a következő megjelenéséig igen kedveltek a hétköznapi játékosoktól kezdve a profi szimulátor rajongókig. A sikerességének köszönhetően, a sorozat 7 esetben került be a Guinnes Rekordok Könyvének 2008-as, Játékos kiadásába. Ezek között szerepelnek a „Legtöbb jármű egy versenyjátékban”, „Legjobb eladásokkal rendelkező PlayStation-játék”, „Versenyjátékban szereplő legöregebb autó” és a „Versenyjátékhoz járó leghosszabb használati útmutató”.

## Fordítás
- Ez a szócikk részben vagy egészben  a   Gran Turismo (series) című angol Wikipédia-szócikk ezen változatának fordításán alapul.  Az eredeti cikk szerkesztőit annak laptörténete sorolja fel. Ez a jelzés csupán a megfogalmazás eredetét és a szerzői jogokat jelzi, nem szolgál a cikkben szereplő információk forrásmegjelöléseként.